# Léon Hégelé
Léon Hégelé (ur. 30 stycznia 1925 w Montreux-Vieux, zm. 11 lutego 2014 w Sierentz) – francuski duchowny katolicki, biskup. Święcenia kapłańskie przyjął w 1950 roku, zaś w 1985 został mianowany przez papieża Jana Pawła II biskupem pomocniczym archidiecezji Strasbourgu ze stolicą tytularną Utica. W 2000 roku złożył rezygnację w związku z ukończeniem 75 roku życia. Od tamtej pory pozostawał biskupem seniorem Strasbourgu. Zmarł w szpitalu w Sierentz w wieku 89 lat.